# ヴィリアム・ジュニオール・サレス・ジ・リマ・ソウザ
ヴィリアム（William）ことヴィリアム・ジュニオール・サレス・ジ・リマ・ソウザ（ポルトガル語: William Júnior Salles de Lima Souza、1983年5月14日 - ）は、ブラジルのサッカー選手。ポジションはFW。
Kリーグ時代の登録名はウィリアン（ハングル: 윌리안）。